# Colinas de Prosecco
As Colinas de Prosecco são um cinturão de colinas que passam pelas cidades de Valdobbiadene, Vidor, Miane, Farra di Soligo, Pieve di Soligo, Follina, Cison di Valmarino, Refrontolo, San Pietro di Feletto, Revine Lago, Tarzo, Vittorio Vêneto, na província de Treviso, região de Vêneto, no nordeste da Itália. Abrangem uma área de 9.197,45 hectares e é uma região de viticultura, onde cultivam uvas Glera para produção de Prosecco. As colinas são um Patrimônio Mundial, tombado pela Organização das Nações Unidas para a Educação, a Ciência e a Cultura (UNESCO) no ano de 2019.

## História
Há 65 milhões de anos, a região onde se encontra as colinas era coberta pelo mar e provavelmente faziam parte da zona intertropical, pois estudos encontraram restos fossilizados de corais e outros organismos típicos de ambientes quentes. O processo de orogenia ter-se-á iniciado há quatro milhões de anos, e desacelerou em apenas alguns milhares de anos. As características hogbacks íngremes das colinas se deram através da erosão natural.
Em 181 a.C. a região passou a pertencer aos romanos e a ser dividida em distritos. A região passou a ter extensos campos de cereais, alternado com plantações de vinhas. No ano de 452 d.C., houve a quase destruição total das plantações de vinha, por causa das invasões bárbaras. Em 500 d.C., a região foi dominada pelos lombardos, que no ano de 643, emitiram o Edictum Rothari, lei que garantiu a proteção da propriedade privada e regulamentando as atividades de produção como cereais e hortaliças, pomares, prados de feno e videiras.
Durante o século VIII, os monastérios beneditinos requalificaram a viticultura na região e recuperaram áreas de agricultura que foram abandonadas. O cultivo de uva e produção de vinho se tornaram uma importante fonte de renda e grandes proprietários de terras, como as famílias Collalto e Brandolini, passaram a competir pelas melhores qualidades de uva, ajudando na recuperação de terras de cultivo.
No século XII surgiu na Itália um método diferente de gestão de terras, onde os grandes proprietários de terras arrendavam várias partes da propriedade, o inquilino poderia ter a liberdade na escolha da agricultura, formato e tamanho das áreas de cultivo e, em troca, dava uma parte da produção para o proprietário da terra.
Em 1685, após a peste negra e uma série de pragas e inundações, a República de Veneza reestruturou a região com desvios de córregos, ruas planejadas, reconstrução de ruínas e ampliação de área para cultivo, fazendo com que a paisagem agrícola das colinas mudasse drasticamente. E em 1740, Veneza criou o registro real de terras, onde os agricultores médios possuíam em torno de 5 hectares de terras para plantio, em solos não tão férteis e as melhores terras pertenciam a grupos eclesiásticos. Em 1797, a República de Veneza é derrubada, a região passa por guerras, com Napoleão dominando por um curto período e depois dominado pelos austríacos.
Com a unificação da Itália, no ano de 1871, a economia do país sofreu uma grande queda, e houve a emigração de italianos, principalmente das regiões rurais, incluindo as colinas de Vêneto. Com a Primeira Guerra Mundial, no início do século XX, a região da colina permaneceu dominada pelo exército austríaco. Após a guerra, a região passou por uma nova fase de desenvolvimento. Um centro de pesquisas na área da viticultura, foi fundada na região em 1923, ajudando os agricultores com novos conhecimentos. Mas sob o regime fascista, o comércio de vinho foi reduzido.
Durante a Segunda Guerra Mundial, em 1943, a região de Vêneto foi ocupada pelo exército alemão. Novamente houve uma grande emigração, principalmente na região da colina, e com isso a área de cultivo foi reduzida por causa do abandono. Após a Segunda Grande Guerra, com uma legislação favorável para o desenvolvimento das propriedades de terra dos agricultores, a viticultura se tornou importante para a economia e, na região das colinas, começou a se concentrar mais na produção de Prosecco. Na década de 1960, os produtores de vinho na região fundaram a Consorzio di Tutela del Prosecco di Conegliano Valdobbiadene, uma instituição para a proteção, valorização e promoção do Prosecco e da viticultura local. Uma das ações da instituição foi delimitar as áreas de viticultura mais adequadas.

## Características
A geomorfologia das colinas é caracterizada por hogbacks (cordões) íngremes no sentido leste-oeste e por landri no setor sul. As formas geológicas vão desde escarpas de falhas estruturais à cumes resistente de conglomerado, arenito e siltito. Há também sulcos causados pela erosão, erráticas glaciais e fenômenos cársicos.
O clima é temperado, com média anual da temperatura de 12,6 °C, sendo a temperatura média entre 18°C e 8°C no inverno e 22°C no verão. A precipitação média é de aproximadamente 1099 milímetros por ano.
A vegetação é composta por áreas densamente arborizadas na encosta da face norte e por áreas de florestas termófilos em alternância com áreas de cultivo na encosta da face sul.
Por ser uma região íngreme e rochosa, as metodologias utilizadas na agricultura local é o sistema de ciglioni, que consiste em moldar a encosta com terraços de superfície plana e levemente inclinada para a drenagem da água e com as paredes feitas com grama; O sistema de rittochino, que distribui as fileiras de vinhas na mesma direção das encostas da colina; E o sistema de bellussera,

## Turismo
Em 1966 foi criada uma rota do vinho na região das colinas, a Strada del Prosecco e Vini dei Colli Conegliano-Valdobbiadene, Esta rota possui um percurso de 120 quilômetros entre as cidades de Conegliano e Valdobbiadene, passando por vinhedos, vilas dos séculos XVII e XVIII, castelos, abadias e a escola enológica mais antiga da Itália, o Instituto Cerletti, criado em 1876.